# Parville

Parville este o comună în departamentul Eure, Franța. În 1 ianuarie 2022 avea o populație de 288 de locuitori.